# Platycleis intermedia
Platycleis intermedia är en insektsart som först beskrevs av Jean Guillaume Audinet Serville 1838.  Platycleis intermedia ingår i släktet Platycleis och familjen vårtbitare.

## Underarter
Arten delas in i följande underarter:
- P. i. intermedia
- P. i. sylvestris
- P. i. mesopotamica